# جيرالد جيمس
جيرالد جيمس (بالإنجليزية: Gerald James)‏ (22 مارس 1908 في أستراليا - 24 ديسمبر 1967 في أستراليا) هو لاعب كريكت أسترالي. لعب مع فريق تسمانيا للكريكت.

## وصلات خارجية
- جيرالد جيمس على موقع إي آس بي آن كريك إنفو (الإنجليزية)